# Hans von Kahlenberg

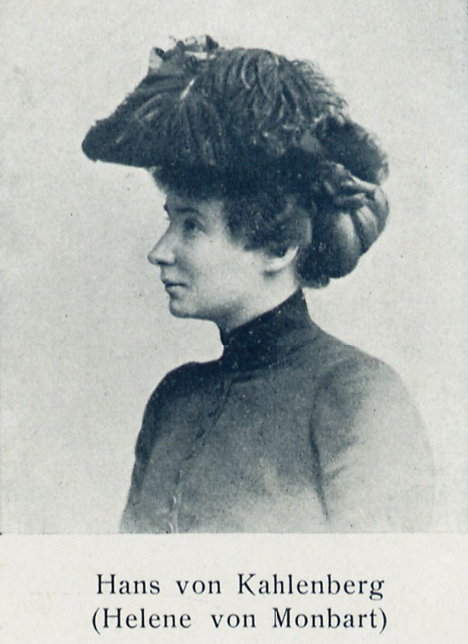
Hans von Kahlenberg (Helene von Monbart) (um 1903)

Helene von Monbart

Hans von Kahlenberg, Pseudonym für Helene Keßler geb. von Monbart (* 23. Februar 1870 in Heiligenstadt/Thüringen; † 8. August 1957 in Baden-Baden) war eine deutsche Schriftstellerin. Sie wurde vor allem durch ihren Bestseller Ahasvera (1910) bekannt. Aufsehen erregten wegen der erotischen Thematik ihre Werke Nixchen. Ein Beitrag zur Psychologie der höheren Tochter (1899) und Der Fremde (1901).

## Leben
Helene von Monbart wurde als Tochter des Offiziers Erich von Monbart (* 1836; † 1907) und der Agnes von Bodungen (* 1847; † 1932) geboren und im Stift Keppel in Westfalen unterrichtet. Danach besuchte sie Pensionate in Frankreich und England. Ab 1888 war sie als Lehrerin tätig. 1908 heiratete sie den preußischen Forstmeister Wilhelm Keßler. Sie reiste gern und hielt sich längere Zeit in der Schweiz sowie häufig in Paris auf. Aufsehen erregte vor allem ihr Werk Nixchen, das eine psychologisch-erotische Thematik hatte.
Die Eltern ließen sich bereits 1875 scheiden. Helene von Monbart hatte Geschwister. Die älteste Schwester Elisabeth (* 1868; † 1935) heiratete den späteren Admiral Georg Alexander von Müller. Ihre Schwester Erna (* 1871) war zweimal liiert, in zweiter Ehe mit Ludolf-Wedekind von Uslar, ebenfalls hoher Marineoffizier. Ihr Bruder Kurt (* 1874; † 1940) war verheiratet, hatte Kinder und war zuletzt Oberstleutnant. Der Journalist Sven von Müller ist ihr Neffe. Ihr Onkel Hans von Monbart (1838–1898) war kgl. preuß. Generalleutnant a. D.

## Werke
- Ein Narr. Roman. Reissner, Dresden und Leipzig 1895.
- Die Jungen. Ein Roman aus dem Jubiläumsjahr.Reissner, Dresden und Leipzig 1896.
- Misere. Roman Reissner, Dresden und Leipzig 1897.
- (Anonym) Der letzte Mann. Apokalyptischer Roman. Vita, Berlin 1898.
- Die Familie von Barchwitz. Roman. S. Fischer, Berlin 1899.
- Nixchen. Ein Beitrag zur Psychologie der höheren Tochter. Wiener Verlag, Wien 1899.
- Die Sembritzkys. Roman. Vita, Berlin 1899.
- Eva Sehring. Geschichte einer Jugend. S. Fischer, Berlin 1901.
- Der Alte. Roman. Vita, Berlin 1901.
- Häusliches Glück. Aus den Papieren eines Ehemannes. Reissner, Dresden und Leipzig 1901.
- Der Fremde. Ein Gleichnis. Reissner, Dresden 1901.
- Gesellschaftstypen. Reissner, Dresden 1902.
- Ulrike Dhuym, eine schöne Seele. Roman. Vita, Berlin 1902.
- Die starke Frau von Gernheim. Roman. Seemann, Berlin und Leipzig 1904.
- Die sieben Geschichten der Prinzessin Kolibri. Wiener Verlag, Wien und Leipzig 1904.
- Jungfrau Marie. Novelle. Wiener Verlag, Wien 1905.
- Der Weg des Lebens. Kulturroman. Vita, Berlin 1905.
- Ein Mann von Geist. Novelle. Wiener Verlag, Wien und Leipzig 1906.
- Der König. Roman. Vita, Berlin 1906.
- Ein gesunder Mann und andere Autoren und Skizzen, 1906
- Ediths Karriere. Salonroman, 1907
- (Mit Axel Delmar) Meißner Porzellan. Friedericianisches Lustspiel in 4 Akten. Entsch, Berlin 1907.
- Die unechten Randows. Vita, Berlin 1907.
- Der liebe Gott. Eine Kindheitsgeschichte. Vita, Berlin 1908.
- Die Schweizer Reise. Eine lustige und empfindsame Sommergeschichte. Union, Stuttgart 1908.
- Der enigmatische Mann. Vita, Berlin 1909.
- Spielzeug. Roman. Vita, Berlin 1909.
- Ahasvera. Roman. Vita, Berlin 1910.
- Der Kaiser. Eine Tragödie in fünf Akten. Vita, Berlin 1911.
- Das starke Geschlecht. Vita, Berlin 1912.
- Ein Ring. 2 Bände. Vita, Berlin 1908.  (Band 1: Der liebe Gott, Band 2: Sünde 1912.)
- Verliebte Geschichten. Lustige Blätter, Berlin 1913.
- Die süßen Frauen von Illenau. Roman. Vita, Berlin 1914.
- Mit Kursbuch und Scheckbuch. Waggonbetrachtungen eines Mitteleuropäers. Deutsche Verlagsanstalt, Stuttgart 1914.
- Über dem Dunst. Roman. Vita, Berlin 1916.
- Mutter! Rascher, Zürich 1917.
- Rote Rosen. Lustige Blätter, Berlin 1918. (Digitalisat)
- Mittagsspuk. Hillger, Leipzig 1918.
- Der Fischschwanz. Harz, Wien und Berlin 1920.
- Damenfrisiersalon. Eysler, Berlin 1921.
- Lisa Gorst. Roman. Vita, Berlin 1921.
- Des Teufels Schachspiel. Roman. Vita, Berlin 1923.
- Das Geheimnis der Pauline Farland. Roman. Ullstein, Berlin 1923.
- Walter Sirmes. Wundersame Schicksale eines deutschen Industrieführers unserer Tage. Roman. Vitta, Berlin 1925
- Die andere Welt. (Reiseschilderung) Weltgeist-Bücher, Berlin 1928
- Die Witwe Scarron. Müller & Kiepenheuer, Berlin 1934.